# Corrosion des aciers dans le béton

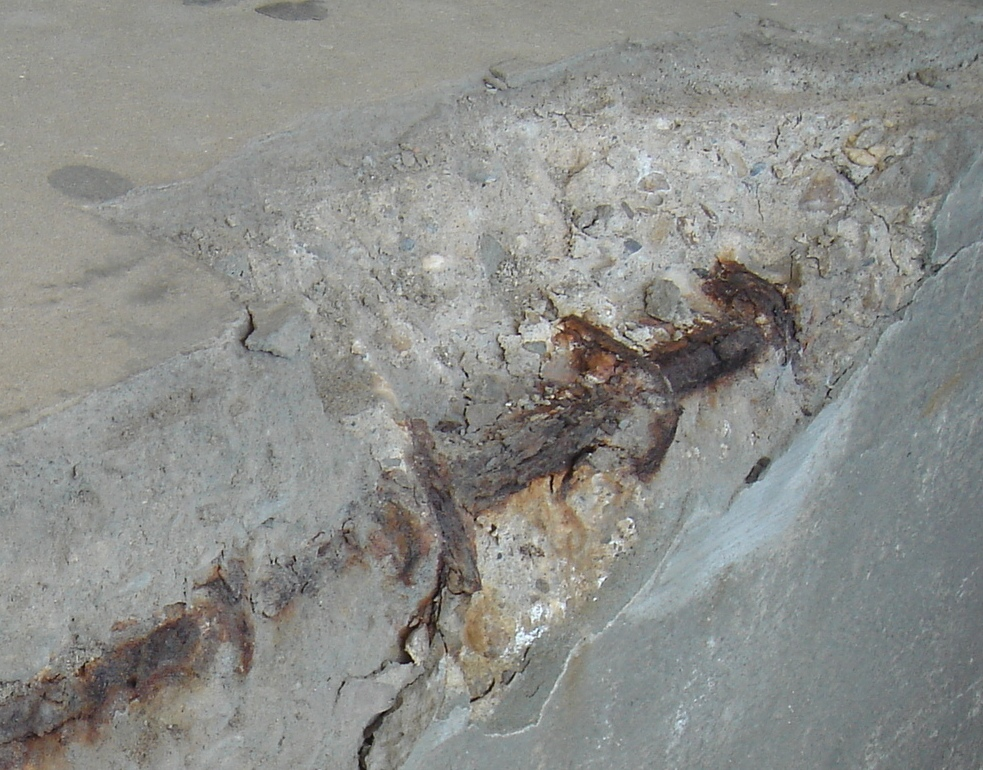
Photographie de la corrosion des aciers dans le béton

La corrosion des aciers dans le béton est un phénomène électrochimique de corrosion des barres d'armature utilisées dans le béton pour la construction d'infrastructures,. Cette corrosion est souvent considérée comme le phénomène principal de la dégradation prématurée des structures et représente un coût très élevé, aussi bien au niveau du suivi des infrastructures que sur leur maintenance.

## Composition des structures en béton armé
Le béton armé est un matériau composite constitué de béton (mélange de ciment, de granulats, d'eau et d'adjuvants) et de barres d'acier (armature). Cette association permet d'allier la bonne résistance à la compression du béton à la bonne résistance à la traction de l'acier. Egalement, le pH alcalin du béton entraîne la formation d'une couche de passivation de quelques nanomètres en surface de l'acier, ce qui diminue très fortement la vitesse de corrosion du fer ; le fer est alors dans le domaine de passivation.
Le béton armé est un matériau très hétérogène, autant au niveau du béton (porosité, composition et distribution des phases, présence de cale pour les barres, etc.) que de l'acier (microstructure, pré-corrosion, points de soudure). Cette hétérogénéité se retrouve également au niveau de l'interface acier/béton, qui est le siège central de la réaction de corrosion. Il a été montré la formation d'une zone poreuse plus important en dessous des barres horizontales du fait du saignement du béton,.

## Mécanisme de corrosion

### Principe électrochimique
La corrosion est une réaction électrochimique faisant intervenir l'oxydation du fer en ions ferreux Fe2+ (réaction anodique) et, généralement, la réduction du dioxygène en eau (réaction cathodique). Pour que cette réaction ait lieu, un contact électrique (échange d'électrons) et un contact électrolytique (échange d'ions) entre les zones anodiques et cathodiques sont requis. Ainsi, la teneur en eau sur la barre joue un rôle important sur la vitesse de corrosion.
Bien que le fer soit dans le domaine de passivation dans un béton sain, plusieurs composés peuvent altérer l'intégrité de cette couche de passivation. Généralement, deux phénomènes sont considérés comme responsable de cette accélération de la vitesse de corrosion des structures : la carbonatation et les ions chlorures.
Pour le phénomène de corrosion dans le béton, le mécanisme est généralement divisé en deux étapes : l'étape d'initiation, qui correspond à la pénétration des agents agressifs à travers le béton jusqu'à l'armature, et l'étape de propagation, qui correspond à l'accélération de la corrosion et donc du niveau de détérioration des structures. Durant cette deuxième étape, la vitesse de corrosion n'est pas constante mais est variable selon les paramètres environnementaux, notamment la teneur en eau et la température,,,. 

### Carbonatation
La carbonatation du béton est un phénomène de dégradation naturel du béton en contact avec le dioxyde de carbone atmosphérique,,. En plus de modifier les phases présentes dans le béton, la carbonatation entraîne une diminution du pH. Ainsi, lorsque le front de carbonatation atteint la barre, la couche de passivation n'est plus stable et le fer se retrouve alors dans le domaine de corrosion. Il est généralement admis que la carbonatation entraîne une dépassivation uniforme de la barre et donc une corrosion uniforme (ou microcell). Toutefois, du fait de l'hétérogénéite du béton, le front de carbonatation est rarement parfaitement uniforme. De plus, la présence de nombreuses barres d'armature dans les structures réelles suggère que la corrosion est localisée (ou macrocell),. Ces deux processus sont donc à prendre en compte pour expliquer le mécanisme de corrosion,.
L'évolution de la vitesse de corrosion des armatures dans un béton carbonaté exposé à l'atmosphère dépend principalement de la teneur en eau et de la porosité à l'interface acier/béton,,.

### Chlorures
Bien que les ions chlorures peuvent provenir d'une contamination des agrégats ou de l'eau de gâchage, ils sont généralement issus de l'utilisation de sels de déverglaçage ou d'un environnement maritime. Ils pénètrent à travers le béton par succion capillaire, diffusion et perméation. La vitesse de pénétration dépend de nombreux paramètres, comme de la teneur en eau et de la température, mais aussi de la distribution et interconnectivité des pores ou encore des phénomènes d'adsorption physique et chimique avec certaines phases du ciment. Une fois que les ions chlorures atteignent la barre, ils font progressivement affecter l'intégrité de la couche de passivation de l'acier. Toutefois, le mécanisme exact de dépassivation est toujours incertain. Il est généralement admis qu'un seuil minimum de chlorures est requis pour observer cette dépassivation, bien que la valeur de celle-ci ne soit pas bien définie. Egalement, la dépassivation n'est pas instantanée et fait intervenir des processus successifs de dépassivation/repassivation jusqu'à observer une dépassivation locale de l'acier.
La corrosion par les chlorures entraîne alors une corrosion localisée dite par piqûre, bien la profondeur de la piqûre soit généralement plus faible que pour la corrosion aqueuse. La vitesse de corrosion dans ce type de système est généralement très élevée, qui résulte en une forte diminution de la section transversale de l'acier, et donc des performances de ce dernier.

## Impact de la corrosion sur la durabilité
La corrosion du fer affecte la durabilité des structures du fait de l'expansion volumique des produits de corrosion, qui occupe plus de place que le fer initial. Généralement, le coefficient d'expansion varie entre 2 et 4 selon la nature des produits de corrosion, composés d'un mélange d'oxydes et d'oxyhydroxydes de fer,. La nature des produits de corrosion peut notamment varier selon le mécanisme de dépassivation (carbonatation ou chlorures,) et la teneur en oxygène.
Cette expansion volumique peut être responsable de la fissuration. Ce mécanisme est généralement divisé en plusieurs étapes : une étape de diffusion des produits de corrosion et d'obstruation des pores, une étape de génération du stress et une étape de fissuration,. Cette fissuration peut conduire à l'accélération de la vitesse de corrosion en conditions humides puis à l'éclatement du béton, entrainant une forte diminution des performances de la structure.

## Contrôle non destructif de la corrosion
Le degré de corrosion des armatures des structures existantes est déterminé à l'aide de techniques de contrôle non destructif qui permettent de préserver l'état d'intégrité des structures.

### Méthodes électriques
La méthode électrochimique la plus utilisée est la mesure du potentiel électrochimique de l'armature. Ce potentiel est mesuré en connectant la barre et une électrode de référence placée en surface du béton à un voltmètre. En mesurant le potentiel électrochimique à différents endroits le long de la structure, il est possible d'établir un profil de potentiel. L'analyse de la valeur absolue de ce potentiel, mais surtout l'analyse du gradient de potentiel observé, permet ensuite d'avoir une indication de l'état de corrosion de la barre. Cette technique souffre toutefois de plusieurs limitations, la principale étant que la valeur du potentiel électrochimique n'est pas directement lié à la vitesse de corrosion et dépend de nombreux paramètres, comme la température, la teneur en eau et en oxygène ou encore la profondeur de la barre,. Ainsi, cette mesure permet uniquement de déterminer la probabilité de corrosion sur la zone investiguée.
La deuxième méthode utilisée est la détermination de la résistivité du béton, qui indique l'habilité du béton à s'opposer à la circulation d'un courant électrique. Sur une infrastructure, elle est généralement mesurée à l'aide d'un dispositif à quatre électrodes disposées en configuration Wenner en surface du béton. Plusieurs études ont montré une bonne corrélation entre la résistivité et la vitesse de corrosion,. Toutefois, cette corrélation est indirecte et reflète la dépendance de la résistivité et de la vitesse de corrosion à la teneur en eau. De plus, la valeur absolue de la résistivité dépend fortement du type de ciment utilisé, ce qui rend la détermination d'une corrélation unique difficile. Egalement, la mesure de la résistivité du béton est largement influencée par la présence de l'armature, qu'il est nécessaire de prendre en compte,. Ainsi, il est difficile de prévoir le phénomène de corrosion uniquement par la mesure de la résistivité. Ce paramètre reste tout de même intéressant car il permet de déterminer efficacement la durabilité du béton en termes de teneur en eau et de diffusivité des ions,. Plus récemment, afin de prendre en compte l'hétérogénéité du béton, des méthodes multi-électrodes sont développées pour effectuer une tomographie de résistivité électrique afin d'obtenir une information plus spatialisée dans le matériau.
Enfin, les dernière techniques sont basées sur la mesure de la résistance de polarisation. Ces méthodes sont basées sur un dispositif à trois électrodes, dans lequel l'armature sert d'électrode de travail, tandis qu'une électrode de référence sert à mesurer une différence de potentiel et une contre-électrode qui sert à fermer le circuit électrique. La première méthode est la méthode de résistance de polarisation linéaire, qui consiste à appliquer une faible polarisation proche du potentiel de corrosion et de mesurer le courant résultant. La deuxième méthode est l'impulsion galvanostatique, qui consiste à appliquer un courant continu de faible intensité et de mesurer le potentiel résultant. La troisième méthode est la spectroscopie d'impédance électrochimique qui consiste à appliquer un courant ou potentiel alternatif à différentes fréquences et de mesurer le potentiel ou courant résultant. Le principal avantage de ces techniques est qu'elles permettent d'obtenir un paramètre qui peut être lié quantitativement à la vitesse de corrosion par la relation de Stern et Geary. De nombreuses études ont montré la bonne corrélation entre la mesure électrique et la mesure gravimétrique en laboratoire,. Toutefois, il est important de noter que cette relation a été développée pour une corrosion uniforme, ce qui n'est pas le cas pour la corrosion dans le béton, notamment sur des vraies infrastructures. De nouvelles théories sont donc nécessaires pour déterminer une relation qui prend en compte cet aspect localisé.
Ces dernières techniques restent toutefois peu utilisées en pratique du fait qu'elles demandent un équipement et des compétences spécifiques, mais également car elles nécessitent une connexion à l'armature, ce qui implique fréquemment de devoir localement casser le béton. Des techniques de mesure à quatre électrodes, à la manière de la mesure de résistivité du béton, sont alors développées pour déterminer la vitesse de corrosion sans avoir besoin de connexion à l'armature,. Il est aussi montré que ces méthodes sont adaptées pour prendre en compte l'aspect localisé de la corrosion dans les matériaux cimentaires,.

## Mesures de prévention
Plusieurs techniques ont été développées pour limiter la corrosion des armatures afin d'augmenter la durée de vie des structures.

### Protection cathodique
La protection cathodique permet de protéger un métal contre la corrosion. Comme pour la corrosion atmosphérique ou aqueuse, on distingue la protection cathodique galvanique, qui consiste à utiliser un métal moins noble que l'acier pour former une pile qui protégera l'acier (anode sacrificielle, généralement constituée d'un alliage de zinc, de magnésium et/ou d'aluminium), et la protection par courant imposé, qui consiste à connecter l'armature à un générateur de courant et à y appliquer un courant.

### Inhibiteur de corrosion
Un inhibiteur de corrosion est un produit destiné à réduire l'exposition de l'acier pour limiter sa corrosion,.